# رومولوس
رومولوس (به لاتین: Romulus) بنیانگذار افسانه‌ای روم و اولین پادشاه آن بود. منابع مختلف تأسیس بسیاری از قدیمی‌ترین نهادهای حقوقی، سیاسی، مذهبی و اجتماعی روم را به رومولوس و معاصرانش نسبت می‌دهند. اگرچه بسیاری از این منابع و روایات حاوی عناصر فولکلور هستند و مشخص نیست که یک شخصیت تاریخی تا چه حد زیربنای رومولوسِ اسطوره‌ای است، رویدادها و نهادهای منسوب به او در اسطوره‌های پیرامون ریشه‌ها و سنت‌های فرهنگی روم نقش محوری داشتند.

## حساب سنتی
افسانه‌های مربوط به رومولوس شامل چندین قسمت و شخصیت‌های متمایز است، از جمله تولد معجزه‌آسا و جوانی رومولوس و برادر دوقلویش، رموس (رموس و رومولوس). قتل رموس و پیدایش رم. تجاوز به زنان سابین و جنگ بعدی با سابین‌ها؛ دوره حکومت مشترک با تیتوس تاتیوس; تأسیس مؤسسات مختلف رومی؛ مرگ یا ایزدانگاری رومولوس و جانشینی نوما پمپیلیوس.

## طرح کلی
بر اساس اسطوره‌شناسی روم، خدایان در تأسیس خودِ شهرِ روم نقش داشتند. مارس، خدای جنگ، با باکره‌ای وستال به‌نام رئا سیلویا جمع آمد و از او پسرانی دوقلو به نام‌های رموس و رومولوس آمدند. لیکن باکرگان وستال‌ها مجاز به ازدواج یا بچه‌دار شدن نبودند، بلکه باید زندگی خود را وقف خدمت به وستا، الهه آتشگاه، می‌کردند. پس آمولیوس، پادشاه آلبا لونگا و عموی رئا سیلویا، فرمود تا دوقلوها را به رود تیبر بیندازند تا رئا را بابت عهدشکنی‌اش مجازات کرده باشد. اما یک ماده‌گرگ دو طفل را از رودخانه نجات داد و شیر داد، و بعد چوپانی به‌نام فاوستولوس آن دو را یافت و برداشت و نزد همسرش لارنتیا برد و با هم آنان را به فرزندی گرفتند. چون پسران بزرگ و قوی شدند، شاه آملیوس را کشتند و پدربزرگ خود نومیتور را برتخت آلبا لونگا نشاندند، سپس برآن شدند تا با هم یک شهر جدید بسازند. لیکن در بحث در مورد شهر، رومولوس برادرش رموس را کُشت و نام خود بر شهر نهاد و آن را روم نامید.